# Baidu Music
 Baidu Music — це китайський сервіс потокової передачі музики від Baidu. До грудня 2015 року у нього було 150 мільйонів активних користувачів щомісяця.

## Історія
У грудні 2015 року Baidu оголосила, що вони об’єднали Baidu Music із звукозаписною компанією Taihe Music Group, яка на той час володіла авторськими правами на 700 000 і мала ліцензії на закордонні лейбли звукозапису; це дозволило Baidu включити більше пісень у свій потоковий сервіс. У травні 2017 року Джеймс Лу залишив Baidu Music.

## Порушення авторських прав
У 2008 році звукозаписні компанії Universal Music, а також гонконгські підрозділи Sony BMG Music Entertainment і Warner Bros. Records притягнули Baidu до суду в Китаї за нібито посилання на несанкціоновані копії музики за допомогою їх музичної пошукової системи.
Компанії звукозапису програли справу.  Пізніше, у 2011 році, Baidu підписала контракти із звукозаписними компаніями, які дозволяли їм отримувати компенсацію, коли користувач завантажує або транслює пісню; реклама на веб-сайті служби допомогла сплатити ліцензійні збори за пісні, не зробивши музичну пошукову систему Baidu платною послугою. 